# توم تشرشل
توم تشرشل (بالإنجليزية: Thomas Churchill)‏ (1908 – 1963) هو ملاكم أمريكي راحل، مثّل بلاده في الألعاب الأولمبية الصيفية 1928.

## روابط خارجية
توم تشرشل على موقع كلية كرة السلة في سبورتس رفرنس.كوم (الإنجليزية)
- توم تشرشل على موقع أوليمبيديا (الإنجليزية)